# Pseudoceros zebra
Pseudoceros zebra is een platworm (Platyhelminthes). Het geslacht Pseudoceros, waarin de platworm wordt geplaatst, wordt tot de familie Pseudocerotidae gerekend. De wetenschappelijke naam van de soort werd voor het eerst geldig gepubliceerd in 1828 door Leuckart.

## Beschrijving
Deze 5 cm lange, felgekleurde worm is tweeslachtig en kan zowel mannelijke als vrouwelijke geslachtscellen produceren. Het dier heeft zwarte banden en vlekkenrijen op een geelrode ondergrond, maar de kleuren zijn erg variabel.

## Verspreiding en leefgebied
Deze mariene soort komt algemeen voor in de Grote Oceaan. 